# NGC 179
NGC 179 es una galaxia lenticular localizada en la constelación de Cetus.